# 29 settembre
Il 29 settembre è il 272º giorno del calendario gregoriano (il 273º negli anni bisestili). Mancano 93 giorni alla fine dell'anno.

## Eventi
- 480 a.C. – Battaglia di Salamina: la flotta ateniese riporta una decisiva vittoria su quella persiana.
- 61 a.C. – Pompeo celebra il suo terzo trionfo, per le vittorie sui pirati e la fine delle guerre mitridatiche
- 400 circa – Viene dedicata dal papa pro-tempore la basilica dell'Arcangelo Michele al settimo miglio della Via Salaria
- 440 – Leone I diventa papa
- 855 – Benedetto III diventa papa
- 1066 – Guglielmo il Conquistatore invade l'Inghilterra
- 1222 – Viene ufficialmente istituita l'Università degli Studi di Padova
- 1227 - Papa Gregorio IX scomunica l'imperatore Federico II di Svevia.
- 1364 – Battaglia di Auray – gli inglesi sconfiggono i francesi in Bretagna; fine della guerra di successione bretone
- 1502 - Martin Lutero ottiene il titolo di cancelliere in sacra teologia (baccalaureus Artium) ad Erfurt.
- 1538 – Nei Campi Flegrei inizia l'eruzione vulcanica che porta alla formazione del Monte Nuovo; viene distrutto completamente il villaggio di Tripergole mentre il Lago Lucrino viene ridotto ad un decimo di quella che era stata la sua precedente estensione.
- 1567
  - Durante una cena, Fernando Álvarez de Toledo arresta il conte di Egmont e il conte di Horne per tradimento.
  - A Nîmes nel Massacro della Michelade, i rivoltosi protestanti provocano 80-90 vittime fra i cattolici della città.
- 1789 – Il Dipartimento della guerra degli Stati Uniti istituisce il primo esercito regolare, forte di diverse migliaia di uomini
- 1799 – I napoletani riprendono Roma, ammainando definitivamente la bandiera repubblicana (nero-bianco-rosso) istituita oltre un anno prima
- 1829 – Le riorganizzate forze di polizia di Londra entrano in servizio, diverranno in seguito note come Scotland Yard
- 1864 – Battaglia di New Market Heights
- 1877 – Ad Aversa si chiude il secondo congresso della Società Freniatrica Italiana, apertosi il 24 settembre
- 1899 – Viene fondata la STEFER (Società Tramvie e Ferrovie Elettriche Roma)
- 1902 – Apre il primo teatro di Broadway, dell'impresario David Belasco
- 1911 – Ha inizio la guerra italo-turca. Alla dichiarazione di guerra italiana seguirà poche ore dopo l'inizio della battaglia di Prevesa.
- 1918
  - Prima guerra mondiale: gli Alleati spezzano la Linea Hindenburg
  - Prima guerra mondiale: la Bulgaria capitola
  - Hara Takashi diviene il primo cristiano a ricoprire la carica di primo ministro del Giappone
- 1936 – Francisco Franco instaura un regime dittatoriale in Spagna
- 1938 – Inizia la conferenza di Monaco tra Germania, Francia, Gran Bretagna e Italia.
- 1941 – Massacro di Babij Yar
- 1943 – Il generale statunitense Dwight D. Eisenhower e il maresciallo italiano Pietro Badoglio firmano l'armistizio lungo a bordo della nave britannica HMS Nelson (28), al largo della costa di Malta
- 1944
  - Le truppe dell'Unione Sovietica entrano in Jugoslavia
  - Strage di Marzabotto
- 1961 – Il quotidiano The New York Times pubblica una recensione di un cantautore allora poco conosciuto di Robert Shelton. Sarà questa critica a far conoscere John Hammond e Bob Dylan, che poi stipulerà un contratto con la Columbia Records
- 1962 – È lanciato il primo satellite canadese, l'Alouette 1
- 1963 – Si apre la seconda fase del Concilio Vaticano II: il pontefice Paolo VI chiede perdono ai "cristiani separati" dalla Chiesa cattolica, gli stessi che hanno inviato degli osservatori ufficiali al Concilio.
- 1964 – Mafalda, la famosa striscia a fumetti del cartoonist argentino Quino, appare per la prima volta sui giornali
- 1967 – Cerimonia inaugurale nella Basilica Vaticana sotto papa Paolo VI per il I Sinodo dei vescovi
- 1969 - Prima esecuzione di Sinfonia n. 14 di Dmitrij Šostakovič.
- 1971 - L'Oman aderisce alla Lega araba.
- 1972 – Relazioni cino-giapponesi: il Giappone stabilisce relazioni diplomatiche con la Repubblica Popolare Cinese, dopo aver rotto i legami ufficiali con la Repubblica Cinese.
- 1974 – L'IRA dirotta un aereo civile per bombardare una caserma dell'Ulster: l'azione fallisce
- 1979 – Papa Giovanni Paolo II è il primo papa a visitare l'Irlanda
- 1983 – Esce negli Stati Uniti Il grande freddo, film di Lawrence Kasdan
- 1984 - Grazie alle dichiarazioni di “don Masino” finiscono in carcere 366 mafiosi, con il maxiprocesso ideato dal pool antimafia.
- 1988 – La NASA riprende i voli dello Space Shuttle, bloccati dopo il Disastro del Challenger
- 1995
  - Il presidente degli Stati Uniti Bill Clinton ammette pubblicamente per la prima volta l'esistenza della base segreta militare denominata Area 51
  - Esce il film Apollo 13 del regista statunitense Ron Howard, con Tom Hanks e ispirato a una vicenda realmente accaduta alla NASA nel 1970
  - Sony rilascia la PlayStation in Europa, la sua prima console per videogiochi
- 1996 – La Nintendo of America lancia negli Stati Uniti il rivoluzionario videogioco di tipo platformer Super Mario 64 per il Nintendo 64, una loro console
- 2000 – In uno scontro a fuoco a Gerusalemme presso la Spianata delle Moschee, 4 palestinesi restano uccisi da militari israeliani
- 2001
  - Cessa la pubblicazione del Syracuse Herald-Journal, un giornale statunitense in esistenza sin dal 1839
  - Viene pubblicato sul Corriere della Sera l'articolo La rabbia e l'orgoglio di Oriana Fallaci
- 2004 – L'asteroide 4179 Toutatis passa a circa 1,5 milioni di chilometri dalla Terra: non si avvicinava così tanto dal 1353
- 2009 – Un terremoto di 8.3 della scala Richter colpisce le isole Samoa, innescando uno tsunami che spazza via interi villaggi
- 2013 – Nigeria: durante l'insurrezione di Boko Haram viene compiuto il Massacro di Gujba che vede l'uccisione di 44 persone, 4 feriti e 18 dispersi, tutti civili.[1]

## Nati
Ci sono circa 1 260 voci su persone nate il 29 settembre; vedi la pagina Nati il 29 settembre per un elenco descrittivo o la categoria Nati il 29 settembre per un indice alfabetico.

## Morti
Ci sono circa 470 voci su persone morte il 29 settembre; vedi la pagina Morti il 29 settembre per un elenco descrittivo o la categoria Morti il 29 settembre per un indice alfabetico.

## Feste e ricorrenze

### Civili
- Giornata mondiale del mare
- Giornata del ciclamino 2019
- Giornata mondiale del migrante e del rifugiato
- World Heart Federation - Giornata mondiale del cuore

### Religiose
Cristianesimo:
- Festa dei santi Arcangeli: Michele, Gabriele, Raffaele
- Sant'Alarico di Einsiedeln, eremita
- San Ciriaco eremita in Palestina
- Sant'Eutichio di Marmara, vescovo e martire in Tracia
- San Fraterno di Auxerre, vescovo
- San Giovanni da Dukla, francescano
- San Grimoaldo di Pontecorvo, sacerdote
- San Lotario I, imperatore e monaco
- San Ludwino di Treviri, vescovo
- San Maurizio di Langonnet, abate
- San René Goupil, martire
- Sante Ripsima, Gaiana e compagne, martiri in Armenia
- Beato Carlo di Blois, duca di Bretagna
- Beato Dario Hernandez Morato, sacerdote gesuita, martire
- Beato Enrico Scarampi, vescovo
- Beato Francisco de Paula Castello y Aleu, martire
- Beato Giacomo da Rafelbunol (Santiago Mestre Iborra) Sacerdote e martire
- Beato Giovanni di Montmirail, monaco
- Beato Giuseppe Casas Ros, seminarista, martire
- Beato Giuseppe Villanova Tormo, sacerdote salesiano, martire
- Beato Nicola da Forca Palena, monaco, fondatore dei Gerolimini
- Beati Paolo Bori Puig e Vincenzo Sales Genovés, gesuiti, martiri